# Región de Faranah

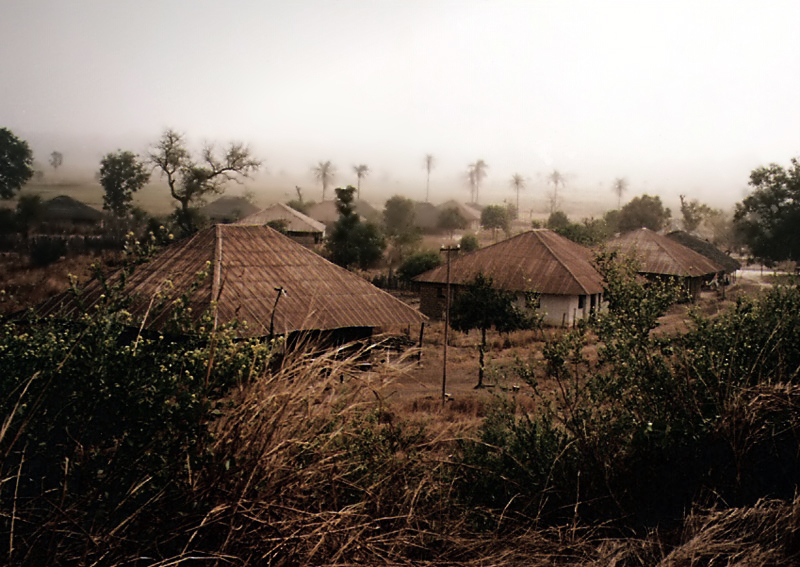

Faranah es una región de Guinea, en África Occidental. Su capital es la ciudad de Faranah.
Se localiza en la región centro-este del país. Colinda con los países vecinos de Sierra Leona y Mali, y las regiones de Nzérékoré, Mamou, Kankan y Labé.
Tiene una superficie de 35.581 km², con una población de 942.733 habitantes (2014).
Excepto el extremo norte —prefectura de Dinguiraye— que pertenece a la cuenca del río Senegal, el resto de la región de Kankan forma parte de la cuenca del río Níger, que nace en esta región, cerca del límite con Sierra Leona.
Está formada por las siguientes prefecturas: Dabola, Dinguiraye, Faranah y Kissidougou.
- Datos: Q870166